# Dicaearchus cribellatus
Dicaearchus cribellatus är en insektsart som beskrevs av Carl Stål 1878. Dicaearchus cribellatus ingår i släktet Dicaearchus och familjen gräshoppor. Inga underarter finns listade i Catalogue of Life.